# 사이토 료에이
사이토 료에이(일본어: 齊藤了英, 1916년 4월 17일 ~ 1996년 3월 30일)는 일본의 사업가로, 다이쇼와 제지 (현 닛폰 제지) 명예회장이었다. 도카이의 난폭자라는 별명이 있다. 다이쇼와 제지의 설립자 사이토 지이치로의 장남이다. 1990년 5월 빈센트 반 고흐의 〈가셰 박사의 초상〉을 125억엔, 피에르 오귀스트 르누아르의 〈물랭 드 라 갈레트의 무도회〉를 119억엔에 낙찰했다.